# Agencia Chilena para la Calidad e Inocuidad Alimentaria
La Agencia Chilena para la Calidad e Inocuidad Alimentaria, también conocida por su acrónimo ACHIPIA es una comisión pública chilena, que asesora al presidente de la República, mediante el Ministerio de Agricultura (Minagri) a través de su subsecretaría homónima.
Creada en 2005, tiene como objetivo coordinar a todos los actores de la cadena alimentaria, es decir, organismos del Estado, productores de alimentos, industria, universidades, centros de investigación y consumidores, aportando fundamentalmente en materias de evaluación y comunicación para la reducción de riesgos alimentarios, a través de instancias nacionales e internacionales de coordinación y herramientas para el análisis de riesgos.

## Historia

### Creación
En el 2005 durante el gobierno del presidente Ricardo Lagos, se creó la comisión asesora presidencial denominada Agencia Chilena para la Inocuidad Alimentaria (ACHIPIA), dependiente en ese entonces del Ministerio Secretaría General de la Presidencia (Segpres), como base desde su creación sería revisar la institucionalidad que controla, inspecciona y fiscaliza los alimentos en Chile y propondría una 'política nacional de inocuidad de los alimentos".

### Consejo directivo
Formaron parte de la comisión (también denominado como “Consejo de ACHIPIA”) los siguientes miembros:
- Subsecretario de Agricultura[Nota 1]
- Subsecretario de Salud Pública
- Subsecretario de Economía
- Subsecretario de Pesca
- Director de la Dirección General de Relaciones Económicas Internacionales
- Representante del Ministerio Secretaría General de la Presidencia

### Desarrollo
Bajo la presidencia de Michelle Bachelet en 2009, fue anunciada la "política nacional de inocuidad de los alimentos". A la Agencia se le encargó su implementación en el sistema de control de los alimentos. La política se construyó teniendo en consideración los principales logros y déficits del "Sistema Nacional de Inocuidad de los Alimentos (SNIA)". También, la Comisión designó un secretario ejecutivo y dispuso recursos para que un equipo de trabajo llevara adelante la implementación de la política.

### Cambio de dependencia administrativa y hechos posteriores
En 2011, bajo el primer gobierno del presidente Sebastián Piñera, la comisión asesora presidencial pasó a depender administrativamente del Ministerio de Agricultura (Minagri) y en específico de la Subsecretaria de Agricultura (Subagri). Además, se agregó el concepto de "calidad alimentaria" ampliando las perspectivas de acción en el análisis al sistema de control de alimentos que realiza la comisión asesora.
Hacía el 2014, La comisión asesora presidencial da continuidad a los instrumentos para el análisis de riesgos (SILA, RIAL, etc.)  e implementa y desarrolla el proceso de análisis de riesgos (PAR) que aglutina dichos instrumentos.
De acuerdo al programa de gobierno del presidente Sebastián Piñera, durante su segundo mandato (2018-2022), se formalizará la acción de la Agencia, a partir de los resultados y el trabajo desarrollado durante su tiempo de funcionamiento como comisión asesora. El cual concluye en la necesidad de mantener un organismo coordinador que permita insertar un enfoque preventivo en materia de inocuidad y calidad alimentaria.

## Función
La función de la Agencia es formular la «Política Nacional de Inocuidad y Calidad Alimentaria» y, conducir su implementación en los planes, programas y demás medidas desarrolladas por los organismos públicos con competencia en la materia —Servicio Agrícola y Ganadero (SAG), Ministerio de Salud (Minsal), Servicio Nacional de Pesca y Acuicultura (Sernapesca) y la Subsecretaría de Relaciones Económicas Internacionales (Subrei)—, sirviendo como entidad coordinadora y articuladora entre éstos, la industria alimentaria, la comunidad científica, los productores de alimentos y los consumidores.

## Asociaciones Público-Privadas
La Agencia Chilena para la Inocuidad y Calidad  Alimentaria firmada acuerdo estratégica con La Iniciativa Global de Inocuidad Alimentaria (GFSI) en 2018 para promover las asociaciones público-privadas entre empresas, reguladores gubernamentales y otras organizaciones gubernamentale. Esto se controvertido porque GFSI representa al Consumer Goods Forum(CGF) y sus miembros tienen control sobre los requisitos de seguridad alimentaria, con reconocimiento de normas privadas. Esto está en oposición con los Acuerdos de la Organización Mundial del Comercio (OMC) se recomienda encarecidamente a los gobiernos que armonicen sus prescripciones de conformidad con las normas internacionales que cumplen con la OMC principios por los que se debe guiar la elaboración de normas internacionales. El normas privado reconocida por GFSI no se adhiere al mismos principios que una organización internacional de normalización.

## Nota
1. ↑  Preside el Consejo desde 2011.